# Karlshamns stadsbibliotek
Karlshamns stadsbibliotek är huvudbibliotek i Karlshamns kommun.  Till biblioteksverksamheten hör förutom stadsbiblioteket på Ågatan 18-26, även lokalbibliotek i Asarum, Hällaryd, Mörrum, och Svängsta. Samtliga lokalbibliotek förutom det i Mörrum är meröppna, och därmed tillgängliga utanför bemannade öppettider för besökare som är registrerade som meröppetlåntagare.
2015 flyttades stadsbiblioteket till provisoriska lokaler i Citygallerian i Karlshamn. I skrivande stund (2020) är det inte helt klart huruvida stadsbiblioteket ska flyttas till nya lokaler, eller om det fortsatt ska vara beläget i Citygallerian. Det har funnits planer på att inrymma biblioteket i en byggnad på Östra piren, men det senaste beskedet är att verksamheten blir kvar i Citygallerian.

## Medier
Folkbiblioteken i Karlshamns kommun använder bibliotekssystemet Book-IT, och den automatiserade utlåningen och återlämningen sköts med hjälp av RFID-teknik. Bibliotekets böcker och medier är klassificerade enligt SAB-systemet. På samtliga bibliotek finns också en särskild avdelning kallad "Blekingesamlingen", där böcker om medier med koppling till Blekinge finns samlade.

## Verksamhet
Biblioteket arbetar med utgångspunkt i bibliotekslagen och kommunala styrdokument med läsfrämjande verksamhet, medie- och informationskunnighet och digital kompetens. Därtill tillhandahåller biblioteket medier och service i relation till Boken kommer, talböcker i DAISY-format, samt lättlästa medier. Biblioteket har också programverksamhet för barn och vuxna.